# Liste der Ehrendoktoren der Keiō-Universität
Die Liste der Ehrendoktoren der Keiō-Universität führt alle Personen auf, denen von der Keiō-Universität die Doktorwürde ehrenhalber verliehen wurde. Die erstmalige Verleihung fand 1953 statt.

## Ehrendoktoren
- 1953: Selman Abraham Waksman
- 1956: Robert L. Gitler
- 1956: Oliver Rufus McCoy
- 1957: Jawaharlal Nehru
- 1960: Gregg Manners Sinclair
- 1960: René Capitant
- 1960: Konrad Adenauer
- 1961: James Bryant Conant
- 1964: Masafumi Tomita
- 1965: Eugene Robert Black
- 1967: Edwin Oldfather Reischauer
- 1968: Seiichiro Takahashi
- 1968: Anzaemon Matsunaga
- 1970: Gerhard Lüke
- 1970: Arthur Kaufmann
- 1971: Paul A. Samuelson
- 1971: Matsushita Kōnosuke
- 1971: Roland Kammel
- 1971: Helmut Winterhager
- 1972: Kia-Ngau Chang
- 1974: Sommai Hoontrakoon
- 1976: Pierre Trudeau
- 1977: Gottfried Baumgärtel
- 1977: Amintore Fanfani
- 1979: Burrhus Frederic Skinner
- 1980: Mana Saeed Al Otaiba
- 1982: Derek Stanley Brewer
- 1983: Takemi Tarō
- 1983: John Butterfield
- 1985: Wilhelm Karl Geck
- 1987: Gerald Ford
- 1988: Carl Hermann Ule
- 1989: Andrei Dmitrijewitsch Sacharow
- 1990: Alvin Toffler
- 1990: Hans Joachim Hirsch
- 1991: Paul Volcker
- 1991: Raymond Barre
- 1991: Helmut Schmidt
- 1992: Heinz Müller-Dietz
- 1992: Georg Ress
- 1993: Carlos Menem
- 1993: Leonid Hurwicz
- 1993: Jacques Delors
- 1994: Alberto Fujimori
- 1995: Daniel Bell
- 1995: Paul Keating
- 1995: Tansu Çiller
- 1996: Jacques Chirac
- 1996: Helmut Kohl
- 1996: George P. Shultz
- 1997: Gérard Debreu
- 1998: Lionel W. Mckenzie
- 1999: Kazuo Watanabe
- 2001: Peter Müller
- 2002: Lawrence Klein
- 2003: Dale Jorgenson
- 2003: Pierre Vaussy
- 2004: Hans Kurt Tönshoff
- 2004: Mahathir bin Mohamad
- 2005: Helmut Rüßmann
- 2006: Susilo Bambang Yudhoyono
- 2006: Peter Agre
- 2006: Alexander Ioffe
- 2007: Jean-Michel Grandmont
- 2007: Tarisa Watanagase
- 2008: Sandra Day O’Connor
- 2008: Vartan Gregorian
- 2008: Peter Mathias
- 2008: Jean-Pierre Bourguignon
- 2008: Harold Kroto
- 2008: Tim Hunt
- 2008: Bono
- 2008: Emmanuel Le Roy Ladurie
- 2009: Jan Peter Balkenende
- 2009: Klaus Stern
- 2009: Sellapan Ramanathan
- 2010: Fritz Klocke
- 2010: Joseph Nye
- 2011: Jigme Khesar Namgyel Wangchuck
- 2011: Han-Joong Kim
- 2011: Jigme Khesar Namgyel Wangchuck
- 2012: Vinton G. Cerf
- 2012: Patrick Chedmail
- 2013: Marcel K. Richter
- 2013: Otoshige Sakai
- 2014: Kap-Young Jeong
- 2015: Hugo F. Sonnenschein
- 2017: Timothy Berners-Lee
- 2017: Neil Wallace
- 2018: Richard L. Armitage
- 2018: Tim Brown